# Off road skating

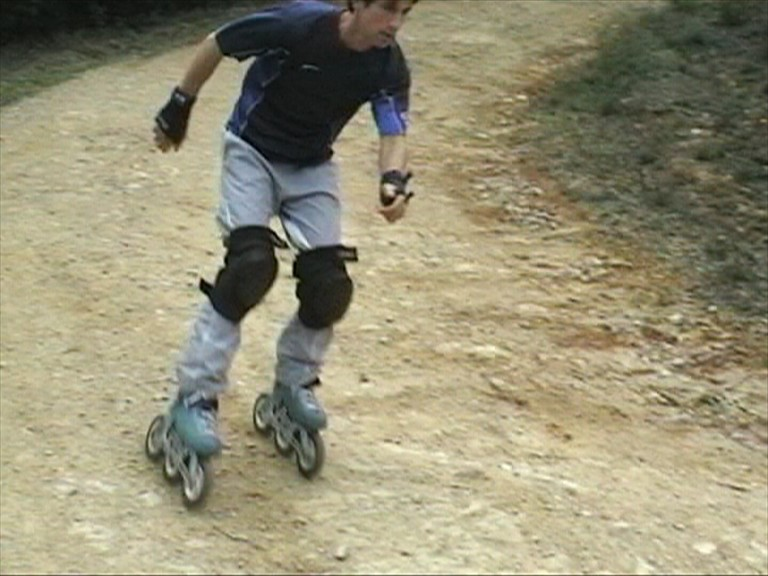
Off road skating

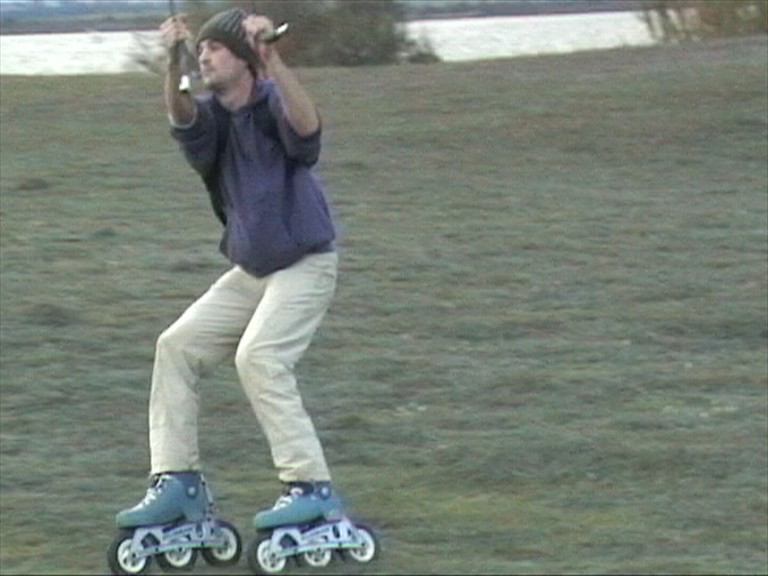
Kite-skaten

Off road skating is, strikt genomen, het skaten met inliners of quads op een niet geplaveide ondergrond. Hierbij wordt gebruikgemaakt van skates met grotere wielen dan gebruikelijk, meestal drie per frame (als het inliners betreft) met luchthoudende banden. Het gebruik van dergelijke skates maakt het mogelijk op vrijwel alle denkbare typen wegdek te rijden, inclusief harde zandwegen, bospaden, gravel etc., ook bij regen, natte sneeuw en als er bladeren of takken liggen. De keerzijde hiervan is dat het aanzienlijk inspannender is dan rijden op gewone skates omdat zowel de luchtbanden als de onregelmatige ondergrond voor meer weerstand zorgen. 
Echt "off road" skaten wordt eigenlijk alleen gedaan in de z.g. downhill variant, waarbij afdalingen gemaakt worden vanaf bijvoorbeeld een met gras begroeide heuveltop. In feite heeft dit meer weg van skiën dan van skaten omdat er geen echte schaatsslagen gemaakt worden. Hetzelfde geldt voor kite-skaten, waarbij men zich door een vlieger laat voorttrekken. Met off road-skates wordt dit bij voorkeur op het strand beoefend op de natte zandstrook bij de branding.
Bij de cross country variant (dus zonder grote hoogteverschillen) is, afhankelijk van de lengte van de wielbasis, de normale schaatsslag geheel of gedeeltelijk behouden. Bij een lange wielbasis, en dus een beperkte schaatsslag, wordt meestal gebruikgemaakt van nordic poles (een soort skistokken) om vooruit te komen; het skaten krijgt hierdoor enigszins het karakter van langlaufen. Ook bij een kortere wielbasis kan ervoor gekozen worden nordic poles te gebruiken om extra thrust te krijgen.
Eind jaren 90 hadden de meeste grote merken van skatefabrikanten een of meer off road-modellen in hun assortiment, waarvan er echter maar weinig kwalitatief voldeden. Door de hoge aanschafprijs en de beperkte afzetmarkt stagneerde de omzet en van bijna alle modellen werd al na enkele jaren de productie gestaakt. 